# 譚誾
譚誾（1484年—？），字朝言，四川潼州州蓬溪縣人，民籍，明朝政治人物。

## 生平
四川鄉試第二十一名舉人。正德十六年（1521年）中式辛巳科會試第三十名，登第三甲第一百零五名進士。历官陕西副使，兵备固原。

## 家族
曾祖譚宣，曾任知縣；祖父譚宗泗，曾任□□□；父譚冠，曾任府同知。前母徐氏；母詹氏；繼母孔氏。具庆下。從弟譚纘，正德進士；譚維，嘉靖進士。